# نمونه اولیه

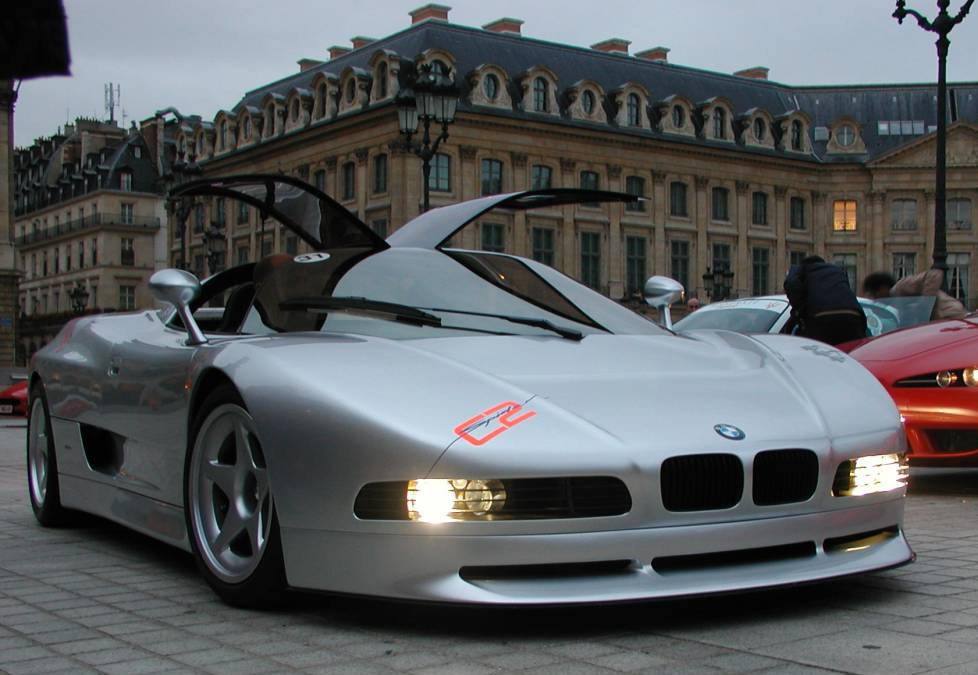
نمونه اولیه خودوری BMW Nazca C2 ساخته شده توسط ایتال دیزاین در سال ۱۹۹۱.

نمونهٔ اولیه، پیش‌نمونه یا پروتوتایپ (به انگلیسی: prototype) یک نمونهٔ اولیه از یک مدل یا محصول است که با هدف آزمایش یک محصول یا فرایند ساخته می‌شود. از این عبارت در رشته‌های مختلفی از قبیل مکانیک، الکترونیک، برنامه‌نویسی نرم‌افزار یا معناشناسی استفاده می‌شود. معمولاً برای بهبود یک طرح یا محصول و ارزیابی آن توسط طراحان یا کاربران از نمونهٔ اولیه استفاده می‌شود. هدف از ساخت نمونهٔ اولیه، ساخت سیستمی با کارکرد واقعی است و نه نمونه‌ای تئوری و انتزاعی. در برخی مدل‌های جریان کار، ساخت نمونهٔ اولیه مرحله‌ای بین مرحله فرمالیزه کردن و مرحلهٔ ارزیابی است که گاهی به این مرحله متریالیزه کردن گفته می‌شود.
واژه prototype از واژه لاتین πρωτότυπον (prototypon) به معنای «فرم ابتدایی» یا «ایده نخستین» گرفته شده‌است.